# Противага

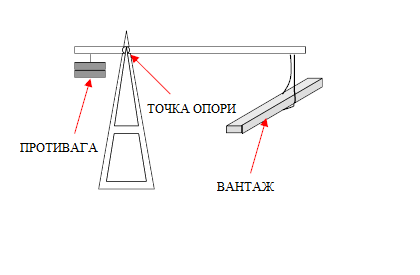
Схема важеля з противагою

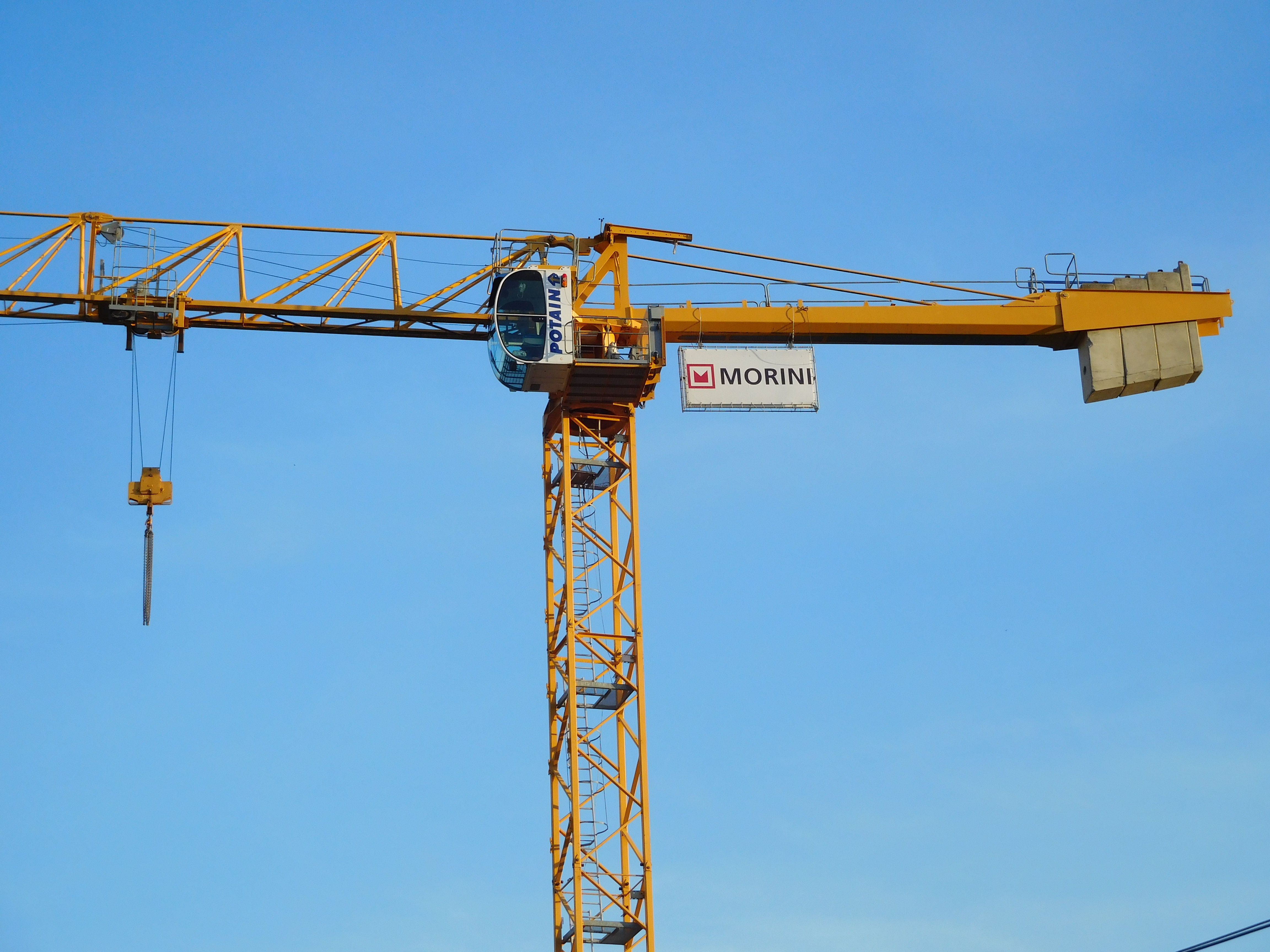
Противага баштового крана

Протива́га — важкий предмет, тягар, що застосовується у механізмах, спорудах тощо для врівноваження сили інерції, ваги. Дозволяє заощаджувати енергію та ефективніше підіймати вантажі.
Противаги використовують у ліфтах, кранах і гойдалках. Сила, прикладена до довгого плеча важеля вантажу, має урівноважуватися силою коротшого плеча противаги (яку іноді переміщують вздовж цього плеча). Добуток величини сили на відстань між точкою опори важеля і точкою прикладання сили називається моментом сили.

## Застосування
- Підйомний кран
- Требушет
- Герса
- Ліфт
- Колінчастий вал
- Криничний журавель
- Ляда ручного ткацького верстата
- Держак весла
- Деякі настільні лампи з шарнірним механізмом
- Космічний ліфт
- Метроном
- Підйомний міст
- Розвідний міст